# Bavel
Bavel es uno de los trece distritos que forman la provincia camboyana de Battambang, con una población estimada en marzo de 2008 de 100 000 habitantes. Está dividido en las siguientes  comunas (khum), que se muestran asimismo con población estimada de 2008:
- Ampil Pram Daeum 16,178
- Bavel 26,769
- Kdol Ta Haen 20,821
- Khnach Romeas 11,796
- Lvea 12,782
- Prey Khpos 11,654[1]